# Yavuz Özoğuz
Mehmet Yavuz Özoğuz  (* 1959 in Istanbul) ist ein türkischstämmiger Autor, der seit Anfang der 1960er Jahre in Deutschland lebt und mit seinem Bruder Gürhan die islamistische Website Muslim-Markt betreibt.
Yavuz Özoğuz wuchs in einem säkular ausgerichteten, sunnitischen Elternhaus auf. Seine Schwester ist Aydan Özoğuz, SPD-Bundestagsabgeordnete und Bundestagsvizepräsidentin.
Yavuz Özoğuz engagierte sich während des Studiums der Verfahrenstechnik in Bremen in der Evangelischen Hochschulgemeinde und war nach eigener Aussage von der Befreiungstheologie Ernesto Cardenals beeinflusst, während er den Islam als „Mittelalter pur“ betrachtete. Das änderte sich, als Cardenal nach der Islamischen Revolution 1979 Ajatollah Ruhollah Chomeini im Iran besuchte und ihn als „die Heiligkeit unserer Zeit“ bezeichnet habe, was bei Özoğuz einen etwa fünf Jahre andauernden Konversionsprozess zum Schiitentum auslöste. Özoğuz wurde 1991 nach erfolgreicher Verteidigung seiner eingereichten Dissertationsschrift zum Thema Zur Schichtkristallisation als Schmelzkristallisationsverfahren an der Universität Bremen zum Doktor promoviert.
Özoğuz ist Vorsitzender der Organisation Islamischer Weg e. V. in Delmenhorst. Zusammen mit seinem Bruder Gürhan Özoğuz betreibt er seit 1999 die Website Muslim-Markt. Das Bundesamt für Verfassungsschutz beobachtet ihn und die Website mit dem Hinweis auf Sympathien zum theokratischen Regierungssystem des Iran und antizionistische sowie antiisraelische Agitation. Am 19. Januar 2004 wurde Yavuz Özoğuz vom Amtsgericht Delmenhorst im Zusammenhang mit Veröffentlichungen auf seiner Website wegen Holocaustleugnung und Volksverhetzung zu einer Freiheitsstrafe von drei Monaten auf Bewährung verurteilt. Das Verfahren wurde in der Berufung am Landgericht Oldenburg gegen eine Geldauflage von 1000 Euro eingestellt.
Yavuz Özoğuz bietet Anbietern von Lebensmitteln ein „Halāl-Zertifikat“ an, welches die muslimische Korrektheit von Lebensmitteln bescheinigen soll. „Özoguz berät Firmen, wie sie ihre Produkte herstellen können, um als halal zertifiziert zu werden – auch Brauereien wie Jever und Karlsberg.“
Özoğuz publiziert zudem im Internet unter der Bezeichnung Enzyklopädie des Islam ein Lexikon des Islam in deutscher Sprache. Dies ist jedoch keine deutschsprachige Ausgabe der Encyclopaedia of Islam. Gefördert wurde sie von der Kulturabteilung der Botschaft der Islamischen Republik Iran in Berlin im Jahr 2006 und 2008, aber sie wird hauptsächlich von Privatpersonen gefördert.
Im April 2012 organisierte Yavuz Özoğuz eine Gruppenreise in den Iran, an der neben ihm und seiner Frau unter anderem Jürgen Elsässer, Elias Davidsson, Karl Höffkes, Konrad Fischer und Gerhard Wisnewski teilnahmen und die eine Privataudienz beim damaligen iranischen Staatspräsidenten Mahmud Ahmadinedschad einschloss.
Felix Klein, Beauftragter der Bundesregierung für jüdisches Leben in Deutschland und den Kampf gegen Antisemitismus, kritisiert die antiisraelischen Aktivitäten der Islamisten um Özoguz scharf und spricht von „bewusster Delegitimierung des Staates Israel“. Darüber hinaus würden in der Propaganda der Islamisten immer wieder klassische antisemitische Verschwörungstheorien auftauchen, Israel und Juden würden als blutrünstige Weltherrscher dämonisiert. Felix Klein fordert ein härteres Vorgehen gegen solche Propaganda.
Yavuz Özoğuz ist verheiratet. Aus der Ehe gingen drei Kinder hervor.